# Ignasi Mora i Tarrazona
Ignasi Mora i Tarrazona (Gandia, 1952) és un escriptor i periodista valencià.
Llicenciat en filosofia, excerceix com a periodista des del 1970, i no és fins a la dècada dels anys 90 que comença a dedicar-se a la literatura de ficció. Ha cultivat bàsicament prosa, en especial la novel·la, amb Finale (1992) o Maig (2006), i la narració breu, amb reculls com Les veus de la ciutat (1997). Aquesta obra, com també la novel·la Les veus de la família (1992), estan ambientades a la ciutat de Gandia, el que exemplifica l'estret vincle que uneix l'autor amb la seua població natal, tot i que des de fa anys resideix a Benissivà (la Vall de Gallinera).
Com a periodista ha treballat de redactor i director de revistes d'àmbit comarcal de la Safor. Ha col·laborat de forma periòdica en els diaris Avui, El Observador, El País, Levante-EMV i Las Provincias, i en diverses revistes de viatges com Catalònia o Descobrir Catalunya, i culturals i literàries, com Cairell, Caràcters i L'Espill.
També ha destacat com a professor de català, assessor cultural, locutor i, fins i tot, guionista gastronòmic al Canal 9. En aquesta línia ha publicat alguns llibres sobre gastronomia. Entre març del 2001 i juliol del 2003 va dirigir Gandia Televisió, càrrec per al qual fou nomenat gràcies al pacte entre el Partit Popular i el Bloc Nacionalista Valencià, enfront del candidat proposat pel PSPV.

## Premis i reconeixements
- Premi de la Crítica del País Valencià el 1987 per Les quatre estacions
- Premi Mallorca de Narrativa de 2007 per Ulisses II.[3]
- El 2015 va ser nomenat Fill Predilecte de Gandia a proposta del Partit Popular.[4]

## Obres
Novel·la
- 1990 - Finale
- 1992 - Les veus de la família
- 1997 - Mela
- 2006 - Maig
- 2008 - Ulisses II

Prosa
- 1986 - Les quatre estacions, amb Joan M. Monjo i Josep Piera
- 2000 - Un corrent interminable. Barcelona: Destino, 2000.

Narrativa breu
- 1997 - Les veus de la ciutat

Teatre
- 1998 - Tot el temps del món

Altres
- 1986 - Jo, Gandia
- 1988 - Josep Camarena i l'ocàs del món rural: Viatge a la Safor
- 1995 - Els fideus i la fideuà(da), amb Joan A. Iborra i Gastaldo
- 1995 - Dénia i la Marina Alta
- 1996 - La pastisseria de Tano
- 2014 - Joan Climent, poeta: Un supervivent del segle XX